# 赛里木湖
赛里木湖（維吾爾語： سايرام ‎，羅馬化：Sayram），古称“净海”，位于中国新疆维吾尔自治区博尔塔拉蒙古自治州博乐市境内的北天山山脉中，紧邻伊犁哈萨克自治州霍城县，是新疆海拔最高、面积最大的高山冷水湖，是大西洋暖湿气流最后到達地方，因此有“大西洋最后一滴眼泪”的说法。“赛里木”为哈萨克语音译，意为“祝愿（丝绸之路行人平安）”，也有蒙古语“山脊梁上的湖”音译之说。又名三台海子，因湖东岸的三台（即清代设立的鄂勒著依图博木军）而得名。

## 地理

### 地质成因
赛里木湖是7000万年前喜马拉雅造山运动产生的地堑湖。晚石炭世末期的因尼卡拉运动使得天山赛里木湖—博罗霍洛地区首先形成褶皱，再由第四纪的断块运动形成地洼断褶带山脉及断陷湖泊——赛里木湖。赛里木湖的湖水主要来自降水、冰川融水和地下水，据推测水源主要来自地下潜流。其湖盆中的第四纪湖泊沉积反映了西天山历史上的地质发育和冰川作用，为研究第四纪以来的气候和地质数据提供材料。

### 地形水文
湖区处于盆地中，周围环绕科古尔琴山等天山山系。湖岸线平直略呈梯形，湖底水深变化较大，最大坡降为千分之75，湖中部较为平缓深度在75-81米左右。湖面海拔2074米，东西长约30公里，南北宽约27公里，面积~453平方公里，流域面积~1408平方公里，平均水深56m，最深处达110m，蓄水量261×108立方米。近年来水位上升，水文特征变化不大。
属内流湖，汇入河流主要分布在西部西北部，32条汇入河流中有7条为常年河流。湖区冰川面积有限，约为4.28平方公里，对地表径流和湖水影响不大。湖泊入湖水量和蒸发量基本收支平衡。湖水为硫酸盐型微咸水，盐度为2.85g/L，pH值为8.8。
湖区属于温带高山气候类型：冬季寒冷，盛行西风西北风，夏季温和，盛行东风；气候干燥，年降水量350毫米，季节分布均匀；年平均温度仅0.5°C，最高温见于7月约28.5°C，最低温于1月−20.9°C。湖区海拔较高，蒸发量小，湖水水量随季节变化：卫星图像显示，湖泊水域面积在4月份极大，在7月份最小。12月起开始结冰期，冰厚可到1-2米，至次年5月解冻。

### 生态环境
赛里木湖是中国西北地区物种多样性最多的地带之一，湖区周边人类活动有限。湖区周围形成典型之的内陆高山湖泊湿地生态系统，对北疆的气候和水源调节起到重要作用。为保护赛里木湖和果子沟，2007年霍城县果子沟牧场、芦草沟、清水河等乡镇近1200名牧民下山定居。
湖区共有分属于58科288属的639种种子植物：其中裸子植物8种，被子植物有55科285属631种，后者占湖区植物之多数，主要构成林下和草原 、草甸、荒漠。湖区以草场为主要的土地利用类型，但自1980年代开始有大面积退化现象。
天然分布的野生动物主要分为以沙狐、草原旱獭等为代表荒漠动物群，绿头鸭、大天鹅等为代表的河流湖沼动物群。湖中原来没有鱼类，1976年开始引进冷水性鱼苗，1990年代成功引进高白鲑、凹目白鲑等鱼类，现今共有高体雅罗鱼等16种鱼类。目前有十多种饲养并投放市场，成为中国著名的冷水鱼养殖基地。

## 歷史
赛里木湖位于古丝绸之路北道所必经之路上，交通险要。丘处机在《长春真人西游记》以“方圆几二百里，雪峰环之，倒映池中，师名之曰天池”提及其所途径的赛里木湖，并写下诗句“天池海在山头上，百里镜空含万象”。元代耶律楚材、清代林则徐等诸多途径此地的名人均对赛里木湖有所记载。湖区还有岩画、乌孙国古墓群、寺庙遗址、鄂博、碑刻、古代驿站遗址等历史遗存。

## 旅游
赛里木湖为新疆的著名旅游景点，2004年被列入国家重点风景名胜区。2005年，赛里木湖建成公79公里长的环湖公路，同年亦成立赛里木湖风景名胜区管理委员会进行管理。2007年被批准为中国国家湿地公园，同年开始举办环湖自行车赛。2010年成为中国国家AAAA级旅游景区。据景区网站介绍，当地最佳旅游时间为6-7月湖区草场开花时节。

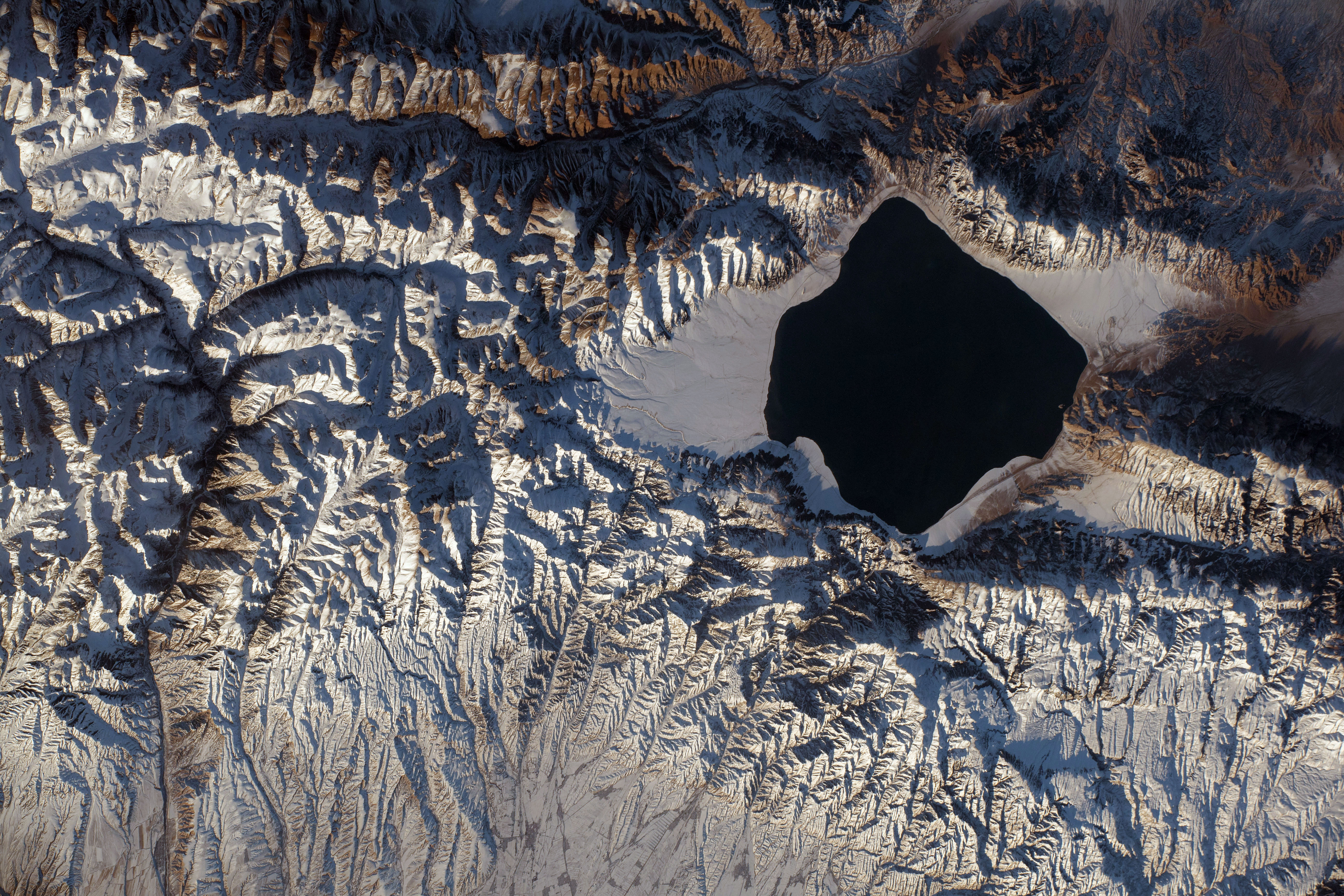
冬季的卫星图片
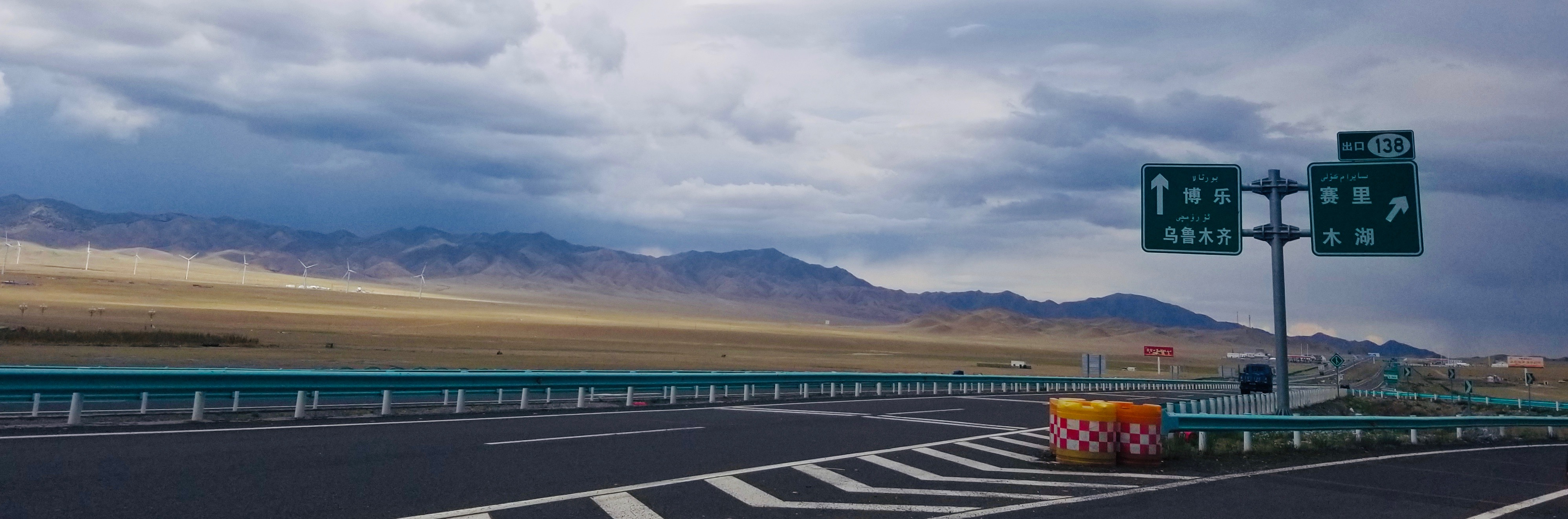
G30高速公路138号（赛里木湖）出口
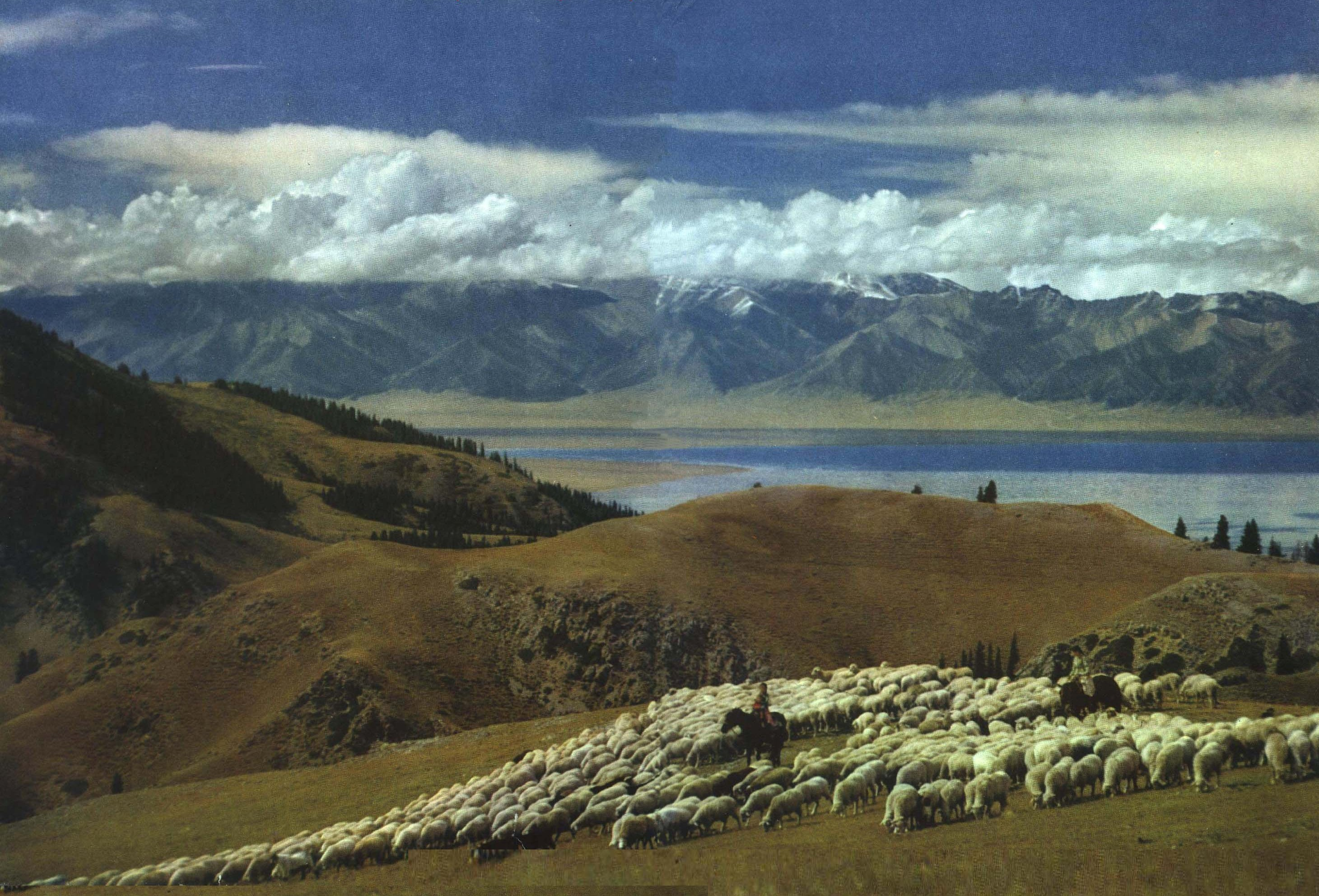
1964年的赛里木湖
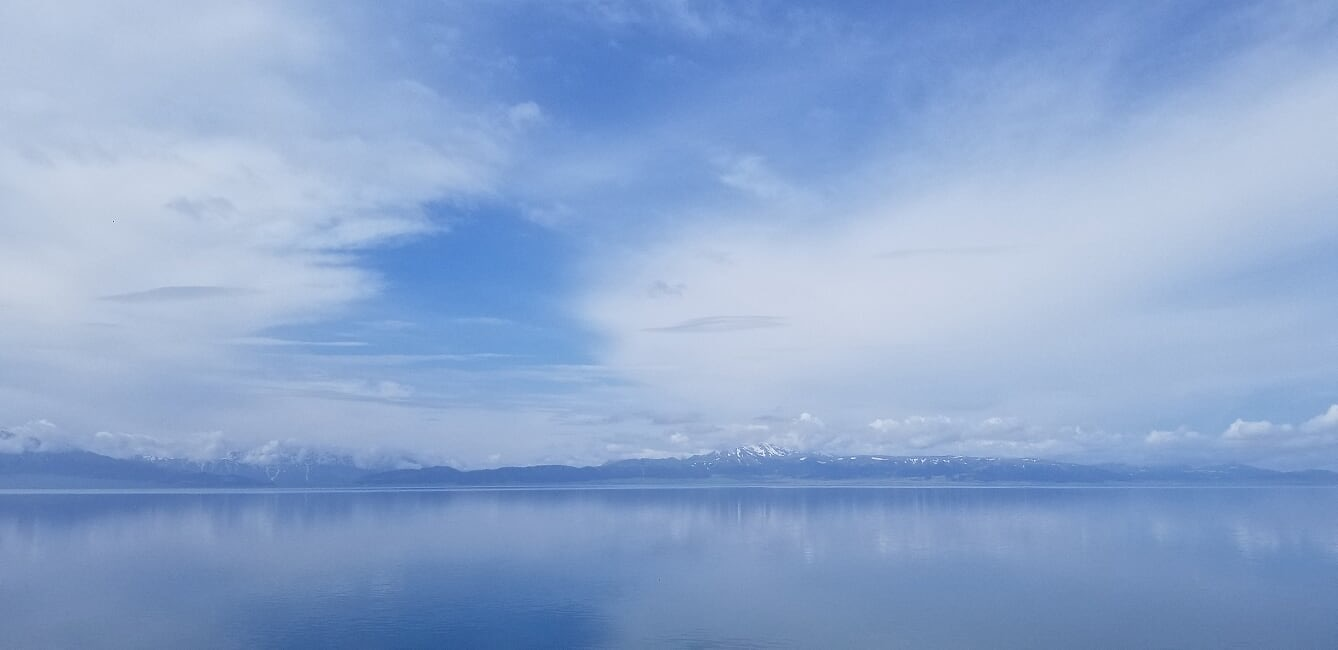
北岸清水滩南望
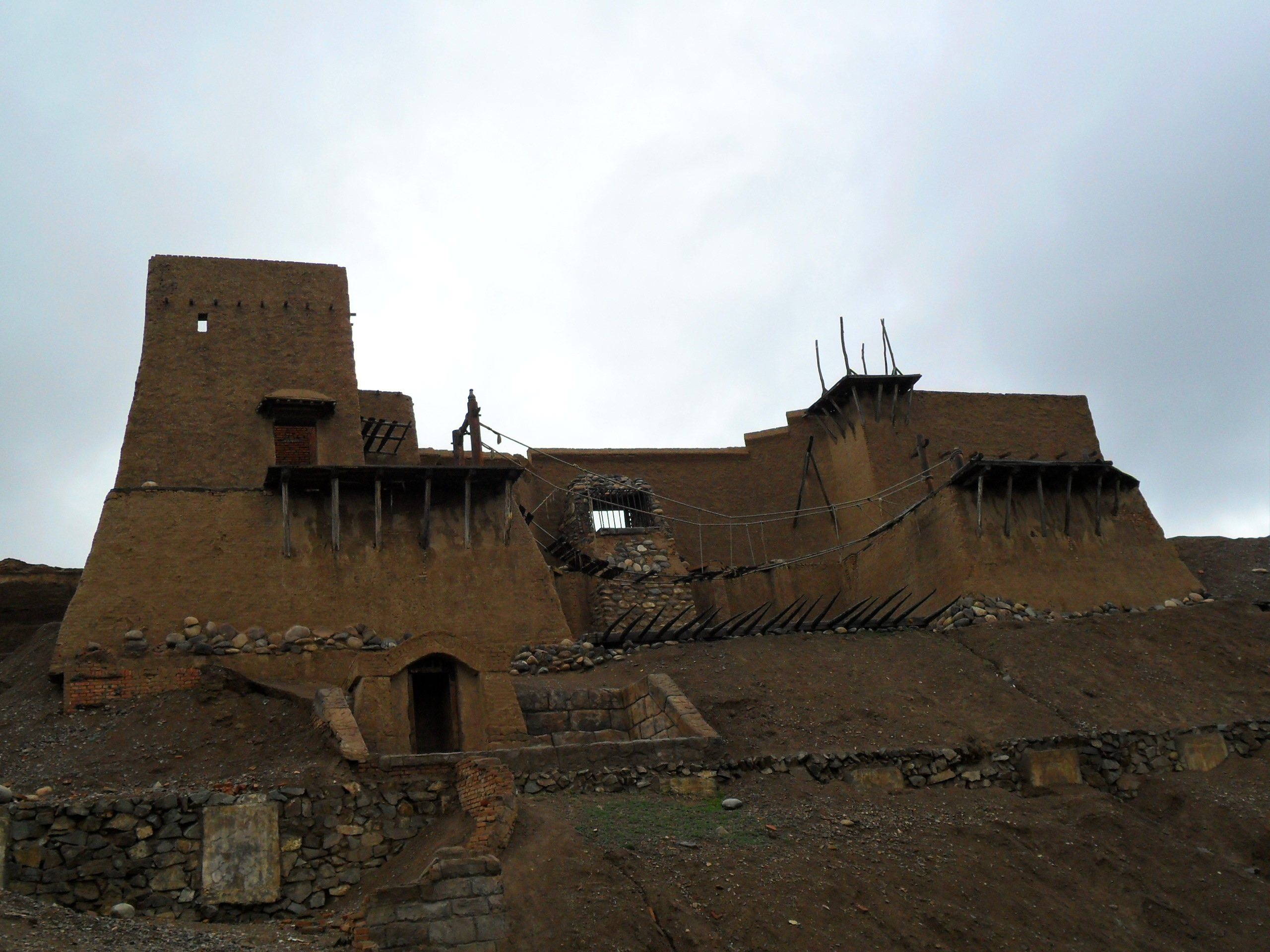
湖北岸的影视基地
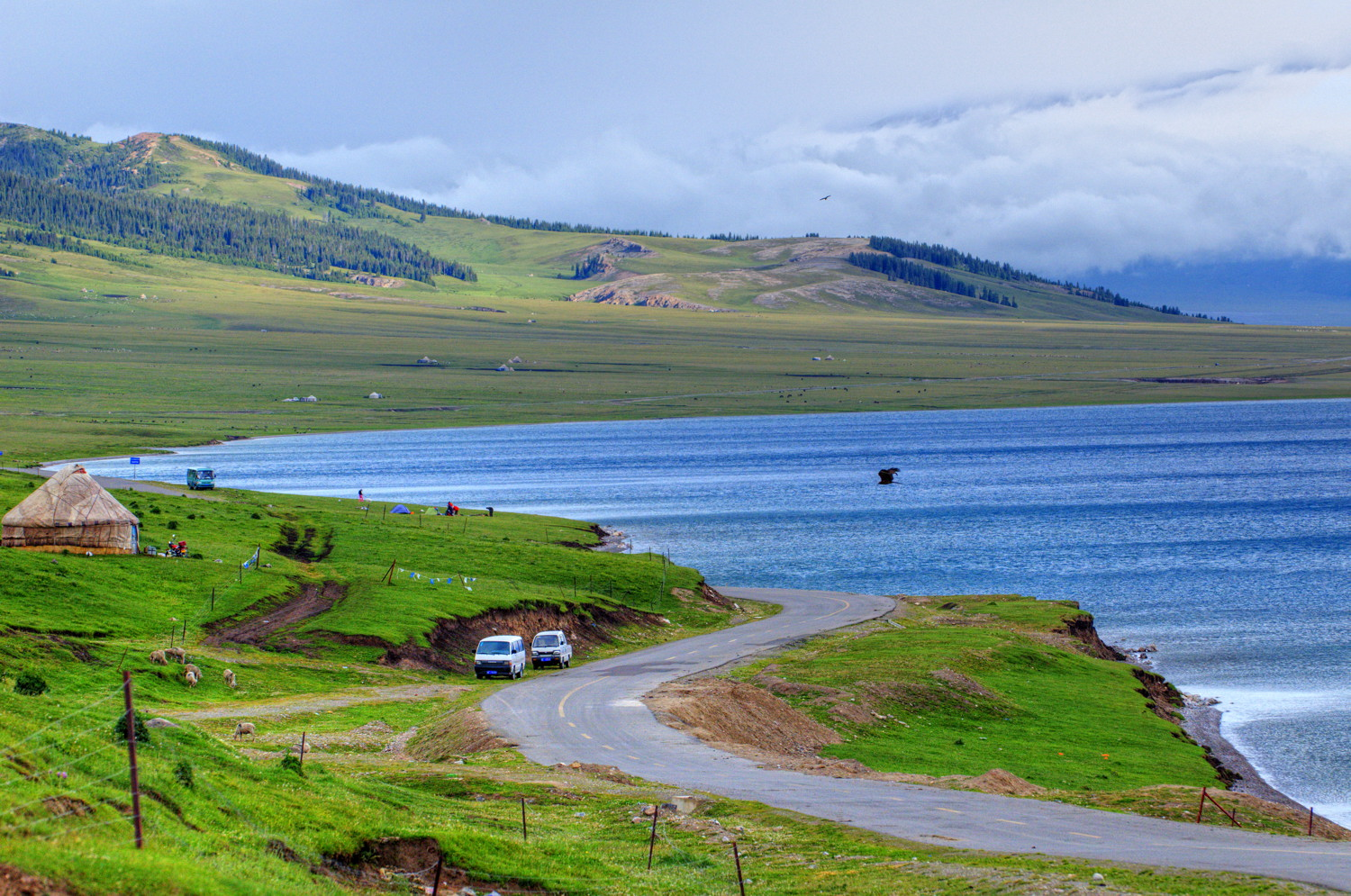
2009年时的沿湖公路
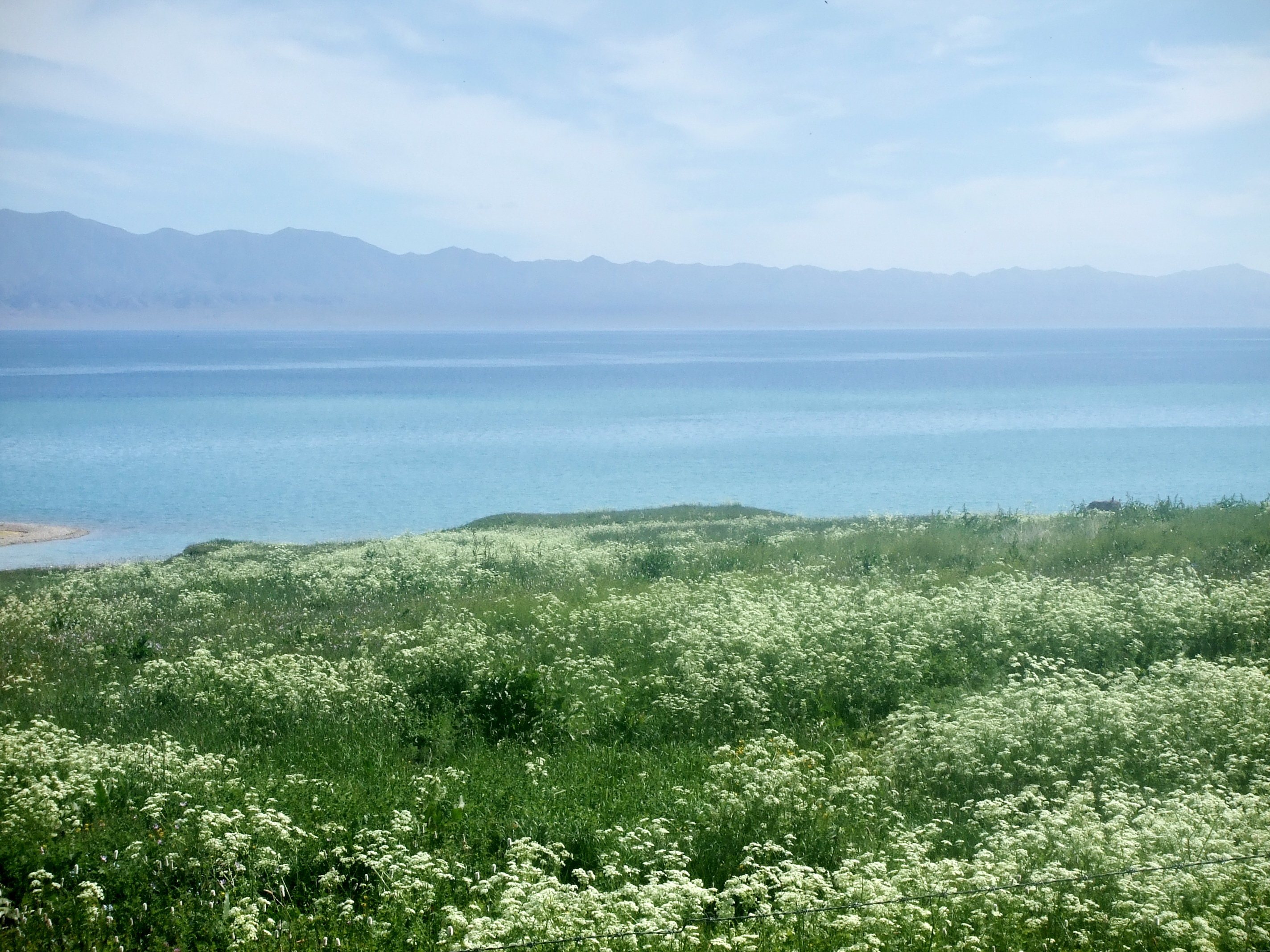
赛里木湖的草原
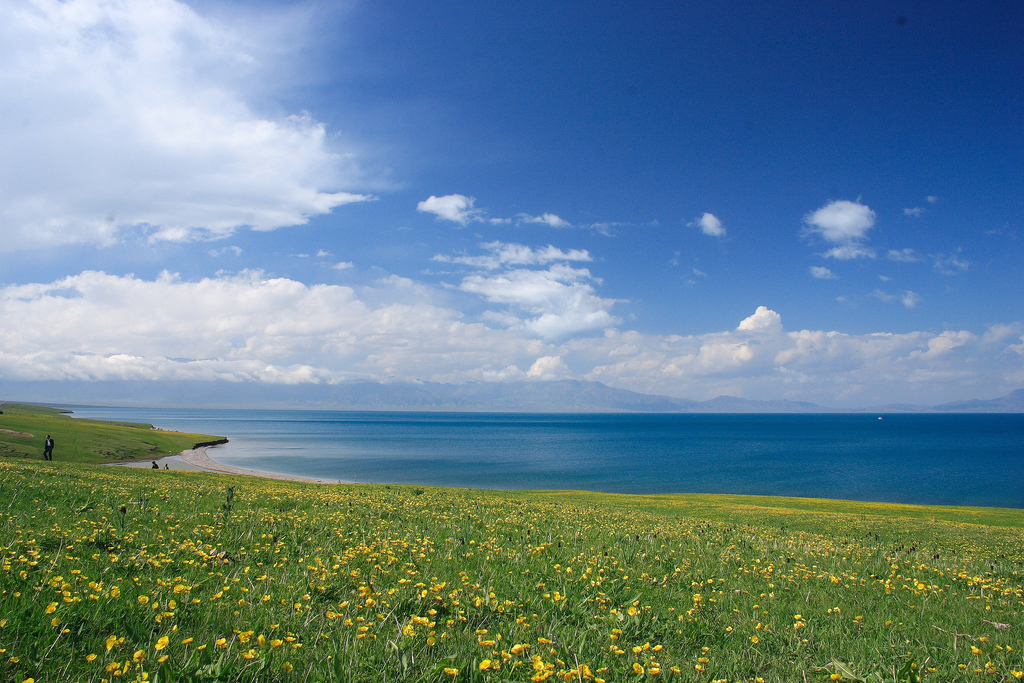
赛里木湖的草原
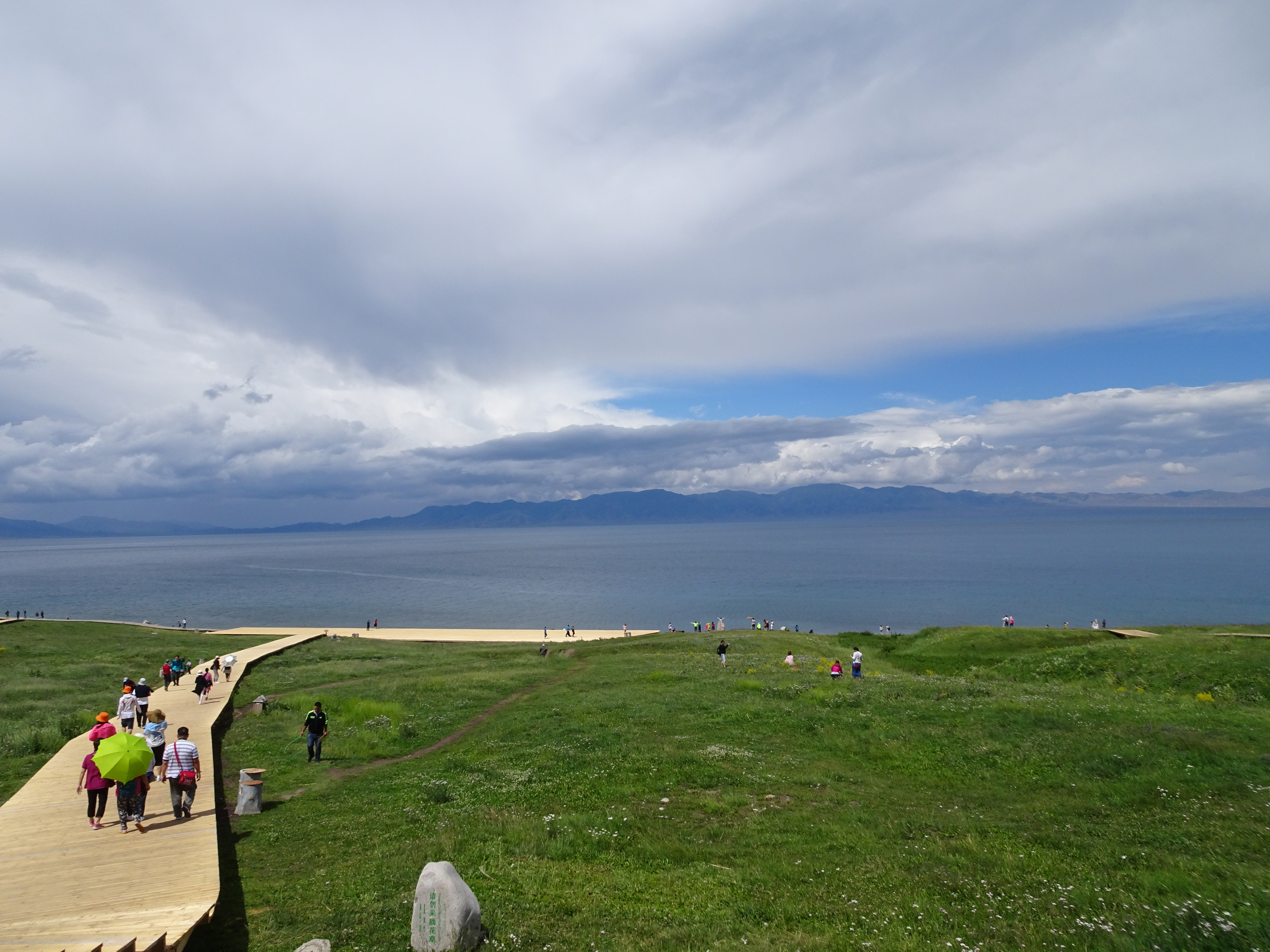
湖边的步栈道